# Wielerklassieker

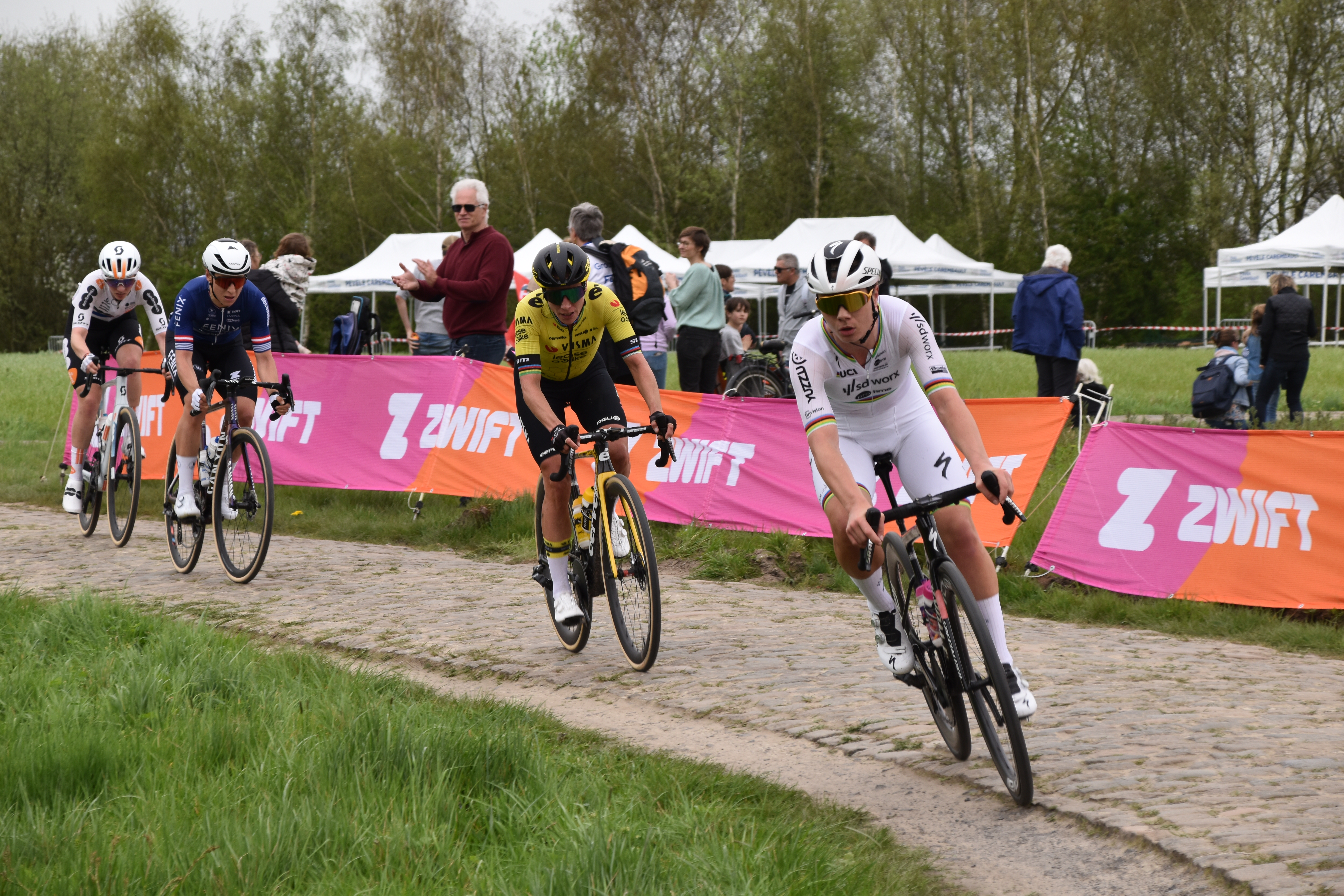
(V.r.n.l.) Wereldkampioene Lotte Kopecky, Marianne Vos, Christina Schweinberger en Pfeiffer Georgi op een kasseistrook tijdens Parijs-Roubaix 2024.

Een wielerklassieker, of kortweg klassieker, is in de wielersport de titel die sporters, pers en toeschouwers geven aan een belangrijke eendaagse wedstrijd.

## Geschiedenis
De UCI, de internationale wielerbond, kent de term niet. Waarom een wedstrijd klassieker genoemd wordt is niet duidelijk. Ouderdom speelt een rol, maar verklaart niet waarom een betrekkelijk jonge wedstrijd als de Ardense klassieker Amstel Gold Race al sinds de jaren zestig en de Strade Bianche gestart in 2007 zo beschouwd worden. Bovendien worden relatief nieuwe vrouwenwedstrijden die georganiseerd worden als equivalent van een klassieker bij de mannen meteen eveneens klassiekers genoemd.
Tussen klassiekers onderling is een zekere hiërarchie aan te geven: een overwinning in Parijs-Roubaix telt zwaarder dan één in Gent-Wevelgem. Door de tijd heen is de reputatie van wedstrijden veranderd. De Ronde van Vlaanderen was voor de Tweede Wereldoorlog vooral een Vlaamse trainingswedstrijd, die amper in de schaduw kon staan van Milaan-San Remo. Aangezien beide wedstrijden lange tijd op dezelfde dag werden verreden trok de eerste zelden een internationaal deelnemersveld. Pas na de oorlog begon de Ronde van Vlaanderen aan de opmars tot de status van de belangrijke wedstrijd die zij nu, anno 2025, heeft. De Waalse Pijl, hoewel jonger, is jarenlang hoger gewaardeerd dan de andere Ardense klassieker Luik-Bastenaken-Luik, maar wordt tegenwoordig vaak gezien als semi-klassieker. Het Desgrange-Colombo klassement, de eerste poging een regelmatigheidsklassement over het hele seizoen in te voeren, nam aanvankelijk drie wedstrijden op uit de drie grote wielerlanden: de Ronde van Frankrijk, Parijs-Roubaix en Parijs-Tours uit Frankrijk, Parijs-Brussel, de Ronde van Vlaanderen en de Waalse Pijl uit België en de Ronde van Italië, Milaan-San Remo en de Ronde van Lombardije uit Italië . Later werden de Ronde van Zwitserland (1949), Luik-Bastenaken-Luik (1951) en de Ronde van Spanje (1958) toegevoegd.
Qua anciënniteit zijn de vermelde acht eendagswedstrijden wedstrijden de oudste bestaande (eendaagse) wielerwedstrijden, al is de Waalse Pijl beduidend jonger dan de andere. Door hun lange historie zal hun reputatie niet snel minder worden en het is mede daarom niet vreemd dat deze wedstrijden behalve in het Desgrange-Colombo klassement, later zijn opgenomen in de Super Prestige, de Wereldbeker (met uitzondering van de Waalse Pijl), de UCI ProTour en uiteindelijk de UCI World Tour.
Toch kunnen ook oude wedstrijden hun reputatie verliezen en uiteindelijk verdwijnen. Dat overkwam bijvoorbeeld Bordeaux-Parijs, ooit een bijzonder prestigieuze wedstrijd (en bovendien de langste), maar in 1988 voor het laatst gereden. De reputatie van Parijs-Brussel, nota bene de enige echte grensoverschrijdende klassieker, is aan verandering onderhevig, net als Parijs-Tours. 
Voor de invoering van de Wereldbeker kende de UCI wedstrijden van Hors Categorie (HC) en eerste tot en met vierde categorie. Dit kwam niet geheel overeen met de beleving van het begrip klassieker onder sporters en publiek. Tot het rijtje HC behoorden Parijs-Roubaix, Ronde van Vlaanderen, Milaan-San Remo, Luik-Bastenaken-Luik, de Parijs-Tours en de Ronde van Lombardije. De Amstel Gold Race, Gent-Wevelgem, Omloop Het Volk, Parijs-Brussel en Waalse Pijl waren eerste categorie. Elk jaar kreeg - bij toerbeurt - een van die wedstrijden de HC status. De HC status gaf een zekere bescherming aan de wedstrijd. Daarnaast waren er veel eerste categorie wedstrijden die niet als klassieker beschouwd werden, althans minder publiciteit kregen. De Super Prestige, de commerciële voorloper van de Wereldbeker, hanteerde een puntenwaardering die dichter aanlag tegen wat als klassieker beschouwd wordt.
De invoering van de Wereldbeker heeft dat veranderd. Eerder genoemde HC wedstrijden werden WB koersen en het rijtje werd uitgebreid met de Amstel Gold Race en het Kampioenschap van Zürich. Tevens werden enkele wedstrijden toegevoegd, die voorheen amper status hadden, zoals de Clásica San Sebastián en de Cyclassics Hamburg. Wedstrijden met een langere historie en grotere status werden hiermee gepasseerd. Er werden bovendien nieuwe "klassiekers" opgezet buiten de traditionele wielerlanden, die echter wel commercieel interessant waren: het Verenigd Koninkrijk (bijvoorbeeld de Wincanton Classic), Noord-Amerika (bijvoorbeeld de Philadelphia Cycling Classic en de Grand Prix des Amériques) en Japan (bijvoorbeeld de Japan Cup). Deze werden vaak na enkele jaren niet meer verreden.
De Wereldbeker werd in 2005 opgevolgd door de UCI ProTour. Hierbij werden naast alle voormalige HC wedstrijden ook enkele klassiekers van de eerste categorie, zoals Gent-Wevelgem, toegevoegd. De UCI World Tour, voor het eerst georganiseerd in 2011, omvat meer wedstrijden dan alleen de klassiekers, en telt naast andere eendagswedstrijden ook diverse kleinere ronden en de drie Grote Ronden.
De vrouwelijke wielrenners moesten langer wachten op wielerklassiekers. Pas vanaf eind jaren 1990 en de vroege jaren 2000 begonnen er vrouwenequivalenten van de mannenwedstrijden georganiseerd te worden. Vaak worden deze op dezelfde dag of in hetzelfde weekend verreden. Vier van de vijf Monumenten hebben zowel een mannen- als een vrouweneditie: de Ronde van Vlaanderen sinds 2004, Luik-Bastenaken-Luik sinds 2017, Parijs-Roubaix sinds 2021 en Milaan-San Remo sinds 1999, weliswaar met een hiaat tussen 2005 en 2025. De meest historierijke vrouwenwedstrijd is echter de Trofeo Alfredo Binda, die voor het eerst werd georganiseerd in 1974 en geen manneneditie kent. Ook de Waalse Pijl (sinds 1998), de Classic Lorient Agglomération (sinds 1999) en de Strade Bianche (sinds 2015) zijn belangrijke klassiekers op de kalender van de UCI Women's World Tour.

## Voorjaarsklassieker
Een voorjaarsklassieker is een klassieke wielerkoers in het voorjaar. Het Europese wielervoorjaar wordt traditioneel geopend met de GP La Marseillaise in Zuid-Frankrijk, begin februari. De eerste echte klassiekers vinden eind februari of begin maart plaats, tijdens het Belgisch openingsweekend: de Omloop Het Nieuwsblad en Kuurne-Brussel-Kuurne staan dan op het programma. In diezelfde periode wordt ook de Italiaanse openingswedstrijd georganiseerd, de Trofeo Laigueglia aan de Ligurische kust. In de loop van maart en april volgen de wedstrijden elkaar in sneltempo op. De laatste voorjaarsklassieker is Eschborn-Frankfurt in Duitsland, die op 1 mei wordt verreden. De eerste Grote Ronde van het seizoen, de Ronde van Italië, volgt hierna.
De voorjaarsklassiekers kunnen veelal worden onderverdeeld in drie categorieën. Ten eerste zijn er de kasseiklassiekers zoals Parijs-Roubaix. Ten tweede zijn er de heuvel-/klimklassiekers zoals de Strade Bianche. Deze worden in de Lage Landen ook wel Ardense klassiekers genoemd, zoals Luik-Bastenaken-Luik. Ten derde zijn er de sprintklassiekers, waaronder de Scheldeprijs. Vier van de vijf Monumenten vinden in het voorjaar plaats, waarvan de eerste, Milaan-San Remo, bekendstaat als La Primavera ("de lente").

### Wedstrijden

#### Kasseiklassiekers
- Omloop Het Nieuwsblad
- Kuurne-Brussel-Kuurne
- E3 Saxo Classic
- Gent-Wevelgem
- Dwars door Vlaanderen
- Ronde van Vlaanderen
- Parijs-Roubaix

#### Heuvel-/klimklassiekers
- GP La Marseillaise
- Trofeo Laigueglia
- Strade Bianche
- Trofeo Alfredo Binda
- Milaan-Turijn

#### Ardense klassiekers
- Brabantse Pijl
- Amstel Gold Race
- Waalse Pijl

- Luik-Bastenaken-Luik

#### Sprintklassiekers
- Milaan-San Remo
- Classic Brugge-De Panne
- Scheldeprijs
- Eschborn-Frankfurt

## Zomerklassieker
Een zomerklassieker is een klassieke wielerkoers in de zomer. Deze wedstrijden worden vaak tussen of tijdens de Grote Rondes verreden, en zijn mede daarom minder prestigieus. De bekendste zomerklassieker is de Brussels Cycling Classic, die eerder bekend stond als Parijs-Brussel. De twee Canadese koersen worden samen de Laurentian Classics genoemd, en dienen vaak als opwarmer voor het wereldkampioenschap dat meestal eind september plaatsvindt. De Grote Prijs van Québec is eerder een sprintklassieker, terwijl de Grote Prijs van Montréal eerder een heuvelklassieker is.

### Wedstrijden

#### Heuvel-/klimklassiekers
- Clásica San Sebastián
- GP Industria & Artigianato
- Coppa Sabatini
- Grote Prijs van Wallonië

#### Sprintklassiekers
- Brussels Cycling Classic
- Cyclassics Hamburg
- Bretagne Classic/Classic Lorient Agglomération
- Grote Prijs van Fourmies

#### Laurentian Classics
- Grote Prijs van Québec

- Grote Prijs van Montréal

## Najaarsklassieker
Een najaarsklassieker is een klassieke wielerkoers in het najaar, meestal na de drie Grote Ronden. De deelnemerslijsten zijn vaak wat zwakker dan in het voorjaar, omdat veel renners hun seizoen al hebben afgesloten. De bekendste najaarsklassiekers zijn Parijs-Tours, de Ronde van Lombardije en de Ronde van Emilia. Deze periode wordt gekenmerkt door veel Italiaanse (semi-)klassiekers, waaronder het laatste Monument van het seizoen en het drieluik Trittico Lombardo. De Japan Cup, de enige Aziatische klassieker, geldt als traditionele afsluiter van het wielerseizoen.

### Wedstrijden

#### Heuvel-/klimklassiekers
- Ronde van Emilia
- Ronde van Piemonte
- Ronde van Lombardije
- Ronde van Veneto
- Japan Cup

#### Sprintklassiekers
- Ronde van het Münsterland
- Parijs-Tours

##### Trittico Lombardo
- Ronde van de Drie Valleien
- Coppa Agostoni
- Coppa Bernocchi

## Winterklassieker
Een winterklassieker is een klassieke wielerkoers in de winter. Deze benaming is veel minder gebruikt dan alle voorgaande, omdat in de winter traditioneel weinig of geen wegwedstrijden worden verreden. De Nederlandse strandrace Egmond-pier-Egmond staat bekend als winterklassieker.

## Gravelklassieker
Een gravelklassieker is een gravelwedstrijd doorheen het wielerseizoen met een voorname status. In tegenstelling tot de eerder genoemde klassiekers worden deze wedstrijden grotendeels op onverharde wegen gereden. Bovendien worden ze niet noodzakelijk door de UCI georganiseerd. Enkele van de bekendste gravelklassiekers zijn Unbound Gravel, The Traka, The Hills en Serenissima Gravel. Ook wegwedstrijden met een aanzienlijke portie gravel, zoals de Strade Bianche en de Tro Bro Léon worden gravelklassiekers genoemd.

## De Monumenten
De vijf Monumenten bij de mannen zijn de wedstrijden die over het algemeen beschouwd worden als de oudste, langste en meest prestigieuze klassiekers in het wielrennen. Ze hebben elk een rijke geschiedenis en specifieke kenmerken. Het zijn daarnaast de eendagswedstrijden waarin de meeste punten te verdienen zijn in de World Tour (800 punten voor de winnaar).
- Milaan-San Remo – de eerste grote klassieker op de kalender. Haar Italiaanse naam is La Primavera ("de lente") aangezien ze eind maart gereden wordt. De eerste editie was in 1907. Milaan-San Remo staat bekend als sprintklassieker: hoewel het de langste wedstrijd van het seizoen is (ca. 300 km), is het parcours langs de Ligurische kust voornamelijk vlak, waardoor vaak sprinters om de zege strijden.
- Ronde van Vlaanderen – de eerste kasseiklassieker, begin april op de kalender. De eerste editie was in 1913, wat van de Ronde de jongste van de vijf Monumenten maakt. De wedstrijd staat bekend om haar zenuwachtig koersverloop over smalle, bochtige wegen en korte maar steile hellingen in de Vlaamse Ardennen en enkele kasseistroken in de Zwalm. De wedstrijd ondergaat elk jaar enkele parcourswijzigingen. Sinds 2012 eindigt ze in Oudenaarde.
- Parijs-Roubaix – de Koningin van de Klassiekers of de Hel van het Noorden wordt traditioneel een week na de Ronde van Vlaanderen gereden en vormt het hoogtepunt van de kasseiklassiekers. De eerste editie was in 1896. De zwaartepunten zijn de talrijke lange kasseistroken, die vaak extreem stoffig of modderig zijn, waardoor de wedstrijd door velen beschouwd wordt als de meest heroïsche eendagswedstrijd van het jaar. De wedstrijd eindigt op de Vélodrome André Pétrieux in Roubaix.
- Luik-Bastenaken-Luik – de laatste Ardense klassieker, die eind april wordt verreden. De Doyenne ("ouderdomsdeken"), omdat ze de oudste klassieker is, werd voor het eerst in 1892 georganiseerd als amateurwedstrijd; de eerste professionele editie werd in 1894 gehouden. Kenmerkend is de opeenvolging van steile heuvels in de Ardennen, waardoor het een bijzonder slopende wedstrijd is die meestal betwist wordt door klimmers en specialisten van de Grote Ronden.
- Ronde van Lombardije – de Herfstklassieker of de Koers van de Vallende Bladeren, wordt eind september of begin oktober gereden. De eerste editie werd in 1905 georganiseerd onder de naam Milaan-Milaan en vanaf 1907 als de Ronde van Lombardije. Sinds 2012 is de wedstrijd enkele weken vooruitgeschoven op de kalender en wordt ze één week na het wereldkampioenschap gereden, waardoor ze ook geldt als een revanchewedstrijd voor de geklopte renners van het WK. De wedstrijd loopt over een gevarieerd en zwaar parcours rond het Comomeer met een vlakke aankomst in Como en wordt veelal gewonnen door klimmers met een sterke spurt.

Naast deze vijf Monumenten maakt ook de Strade Bianche aanspraak op de titel van zesde Monument, hoewel de ouderdom en lengte van de wedstrijd als tegenargument worden gegeven.
Bij de vrouwen worden hun equivalenten van Milaan-San Remo, de Ronde van Vlaanderen, Parijs-Roubaix en Luik-Bastenaken-Luik doorgaans ook als Monument beschouwd. De Ronde van Lombardije heeft vooralsnog geen vrouweneditie. Daarenboven wordt er doorgaans nog een extra Monument aan de lijst toegevoegd.
- Trofeo Alfredo Binda – de oudste klassieker die uitsluitend voor vrouwen wordt georganiseerd, doorgaans in maart. De eerste editie vond plaats in 1974, en werd vernoemd naar de Italiaanse wielrenner Alfredo Binda. De wedstrijd is geschikt voor puncheurs en klimmers.

Verder worden ook de Strade Bianche, de Waalse Pijl, de Classic Lorient Agglomération en de Ronde van Drenthe genoemd als (potentiële) Monumenten binnen het vrouwenwielrennen.

### Mannen

#### Records
Drie renners wonnen in hun carrière alle vijf de monumenten, allen Belgische renners: Rik Van Looy, Eddy Merckx en Roger De Vlaeminck. Merckx is de enige die alle wedstrijden meer dan één keer won; een derde overwinning in de Ronde van Lombardije (1973) werd hem ontnomen na een positieve dopingcontrole. Zes renners bleven in hun carrière hangen op vier monumenten. De Ier Sean Kelly won alle monumenten meermaals behalve de Ronde van Vlaanderen, waarin hij drie keer tweede eindigde (1984, 1986 en 1987). De Nederlander Hennie Kuiper won elk monument eenmaal behalve Luik-Bastenaken-Luik, waarin hij in 1980 als tweede finishte. Ook de Fransman Louison Bobet won elke wedstrijd behalve Luik-Bastenaken-Luik. De Belgen Fred De Bruyne en Germain Derycke wonnen eveneens vier van de vijf monumenten, maar nooit de Ronde van Lombardije, waarin De Bruyne in 1955 wel tweede werd. Derycke heeft die wedstrijd maar eenmaal gereden. Nog een Belg, Philippe Gilbert, schreef in 2019 zijn vierde van de vijf monumenten op zijn erelijst, enkel Milaan-San Remo ontbreekt.
| Renner               | Land        | MSR | RVV | PR | LBL | RVL | Totaal |
| -------------------- | ----------- | --- | --- | -- | --- | --- | ------ |
| Eddy Merckx          | België      | 7   | 2   | 3  | 5   | 2   | 19     |
| Roger De Vlaeminck   | België      | 3   | 1   | 4  | 1   | 2   | 11     |
| Costante Girardengo  | Italië      | 6   | 0   | 0  | 0   | 3   | 9      |
| Fausto Coppi         | Italië      | 3   | 0   | 1  | 0   | 5   | 9      |
| Sean Kelly           | Ierland     | 2   | 0   | 2  | 2   | 3   | 9      |
| Tadej Pogačar        | Slovenië    | 0   | 2   | 0  | 3   | 4   | 9      |
| Rik Van Looy         | België      | 1   | 2   | 3  | 1   | 1   | 8      |
| Mathieu van der Poel | Nederland   | 2   | 3   | 3  | 0   | 0   | 8      |
| Gino Bartali         | Italië      | 4   | 0   | 0  | 0   | 3   | 7      |
| Tom Boonen           | België      | 0   | 3   | 4  | 0   | 0   | 7      |
| Fabian Cancellara    | Zwitserland | 1   | 3   | 3  | 0   | 0   | 7      |
| Henri Pélissier      | Frankrijk   | 1   | 0   | 2  | 0   | 3   | 6      |
| Alfredo Binda        | Italië      | 2   | 0   | 0  | 0   | 4   | 6      |
| Fred De Bruyne       | België      | 1   | 1   | 1  | 3   | 0   | 6      |
| Francesco Moser      | Italië      | 1   | 0   | 3  | 0   | 2   | 6      |
| Moreno Argentin      | Italië      | 0   | 1   | 0  | 4   | 1   | 6      |
| Johan Museeuw        | België      | 0   | 3   | 3  | 0   | 0   | 6      |
| Gaetano Belloni      | Italië      | 2   | 0   | 0  | 0   | 3   | 5      |
| Rik Van Steenbergen  | België      | 1   | 2   | 2  | 0   | 0   | 5      |
| Bernard Hinault      | Frankrijk   | 0   | 0   | 1  | 2   | 2   | 5      |
| Michele Bartoli      | Italië      | 0   | 1   | 0  | 2   | 2   | 5      |
| Paolo Bettini        | Italië      | 1   | 0   | 0  | 2   | 2   | 5      |
| Philippe Gilbert     | België      | 0   | 1   | 1  | 1   | 2   | 5      |

Vermeld zijn renners die minimaal vijf keer een Monument gewonnen hebben. (MSR = Milaan-San Remo, RVV = Ronde van Vlaanderen, PR = Parijs-Roubaix, LBL = Luik-Bastenaken-Luik, RVL = Ronde van Lombardije). De renners in cursief zijn nog actief.

#### Meeste overwinningen in één jaar
Slechts één renner, Eddy Merckx, slaagde erin drie Monumenten in één jaar te winnen, en hij deed dit maar liefst vier keer:
- 1969: Milaan-San Remo, Ronde van Vlaanderen en Luik-Bastenaken-Luik.
- 1971: Milaan-San Remo, Luik-Bastenaken-Luik en Ronde van Lombardije.
- 1972: Milaan-San Remo, Luik-Bastenaken-Luik en Ronde van Lombardije
- 1975: Milaan-San Remo, Ronde van Vlaanderen en Luik-Bastenaken-Luik.

Ook in 1973 won Merckx drie Monumenten, maar zijn overwinning in de Ronde van Lombardije werd hem ontnomen na een positieve dopingtest.

#### Winnaars
| Jaar | Milaan-San Remo            | Ronde van Vlaanderen       | Parijs-Roubaix                | Luik-Bastenaken-Luik                   | Ronde van Lombardije           |
| ---- | -------------------------- | -------------------------- | ----------------------------- | -------------------------------------- | ------------------------------ |
| 1892 | Geen wedstrijd             | Geen wedstrijd             | Geen wedstrijd                | Léon Houa (1/3)                        | Geen wedstrijd                 |
| 1893 | Geen wedstrijd             | Geen wedstrijd             | Geen wedstrijd                | Léon Houa (2/3)                        | Geen wedstrijd                 |
| 1894 | Geen wedstrijd             | Geen wedstrijd             | Geen wedstrijd                | Léon Houa (3/3)                        | Geen wedstrijd                 |
| 1895 | Geen wedstrijd             | Geen wedstrijd             | Geen wedstrijd                | Geen wedstrijd                         | Geen wedstrijd                 |
| 1896 | Geen wedstrijd             | Geen wedstrijd             | Josef Fischer                 | Geen wedstrijd                         | Geen wedstrijd                 |
| 1897 | Geen wedstrijd             | Geen wedstrijd             | Maurice Garin (1/2)           | Geen wedstrijd                         | Geen wedstrijd                 |
| 1898 | Geen wedstrijd             | Geen wedstrijd             | Maurice Garin (2/2)           | Geen wedstrijd                         | Geen wedstrijd                 |
| 1899 | Geen wedstrijd             | Geen wedstrijd             | Albert Champion               | Geen wedstrijd                         | Geen wedstrijd                 |
| 1900 | Geen wedstrijd             | Geen wedstrijd             | Emile Bouhours                | Geen wedstrijd                         | Geen wedstrijd                 |
| 1901 | Geen wedstrijd             | Geen wedstrijd             | Lucien Lesna (1/2)            | Geen wedstrijd                         | Geen wedstrijd                 |
| 1902 | Geen wedstrijd             | Geen wedstrijd             | Lucien Lesna (2/2)            | Geen wedstrijd                         | Geen wedstrijd                 |
| 1903 | Geen wedstrijd             | Geen wedstrijd             | Hippolyte Aucouturier (1/2)   | Geen wedstrijd                         | Geen wedstrijd                 |
| 1904 | Geen wedstrijd             | Geen wedstrijd             | Hippolyte Aucouturier (2/2)   | Geen wedstrijd                         | Geen wedstrijd                 |
| 1905 | Geen wedstrijd             | Geen wedstrijd             | Louis Trousselier             | Geen wedstrijd                         | Giovanni Gerbi                 |
| 1906 | Geen wedstrijd             | Geen wedstrijd             | Henri Cornet                  | Geen wedstrijd                         | Giuseppe Brambilla             |
| 1907 | Lucien Petit-Breton        | Geen wedstrijd             | Georges Passerieu             | Geen wedstrijd                         | Gustave Garrigou (1/2)         |
| 1908 | Cyrille Van Hauwaert (1/2) | Geen wedstrijd             | Cyrille Van Hauwaert (2/2)    | André Trousselier                      | François Faber (1/2)           |
| 1909 | Luigi Ganna                | Geen wedstrijd             | Octave Lapize (1/3)           | Victor Fastre                          | Giovanni Cuniolo               |
| 1910 | Eugène Christophe          | Geen wedstrijd             | Octave Lapize (2/3)           | Geen wedstrijd                         | Giovanni Michelotto            |
| 1911 | Gustave Garrigou (2/2)     | Geen wedstrijd             | Octave Lapize (3/3)           | Joseph Van Daele                       | Henri Pélissier (1/6)          |
| 1912 | Henri Pélissier (2/6)      | Geen wedstrijd             | Charles Crupelandt (1/2)      | Omer Verschoore                        | Carlo Oriani                   |
| 1913 | Odile Defraye              | Pol Deman (1/2)            | François Faber (2/2)          | Maurits Moritz                         | Henri Pélissier (3/6)          |
| 1914 | Ugo Agostoni               | Marcel Buysse              | Charles Crupelandt (2/2)      | Geen wedstrijd                         | Lauro Bordin                   |
| 1915 | Ezio Corlaita              | Geen wedstrijd             | Geen wedstrijd                | Geen wedstrijd                         | Gaetano Belloni (1/5)          |
| 1916 | Geen wedstrijd             | Geen wedstrijd             | Geen wedstrijd                | Geen wedstrijd                         | Leopoldo Torricelli            |
| 1917 | Gaetano Belloni (2/5)      | Geen wedstrijd             | Geen wedstrijd                | Geen wedstrijd                         | Philippe Thys                  |
| 1918 | Costante Girardengo (1/9)  | Geen wedstrijd             | Geen wedstrijd                | Geen wedstrijd                         | Gaetano Belloni (3/5)          |
| 1919 | Angelo Gremo               | Henri Vanlerberghe         | Henri Pélissier (4/6)         | Leon Devos (1/2)                       | Costante Girardengo (2/9)      |
| 1920 | Gaetano Belloni (4/5)      | Jules Vanhevel (1/2)       | Pol Deman (2/2)               | Léon Scieur                            | Henri Pélissier (5/6)          |
| 1921 | Costante Girardengo (3/9)  | René Vermandel (1/3)       | Henri Pélissier (6/6)         | Louis Mottiat (1/2)                    | Costante Girardengo (4/9)      |
| 1922 | Giovanni Brunero (1/3)     | Léon Devos (2/2)           | Albert Dejonghe               | Louis Mottiat (2/2)                    | Costante Girardengo (5/9)      |
| 1923 | Costante Girardengo (6/9)  | Heiri Suter (1/2)          | Heiri Suter (2/2)             | René Vermandel (2/3)                   | Giovanni Brunero (2/3)         |
| 1924 | Pietro Linari              | Gerard Debaets (1/2)       | Jules Van Hevel (2/2)         | René Vermandel (3/3)                   | Giovanni Brunero (3/3)         |
| 1925 | Costante Girardengo (7/9)  | Julien Delbecque (1/2)     | Félix Sellier                 | Georges Ronsse (1/2)                   | Alfredo Binda (1/6)            |
| 1926 | Costante Girardengo (8/9)  | Denis Verschueren          | Julien Delbecque (2/2)        | Dieudonné Smets                        | Alfredo Binda (2/6)            |
| 1927 | Pietro Chesi               | Gerard Debaets (2/2)       | Georges Ronsse (2/2)          | Maurice Raes                           | Alfredo Binda (3/6)            |
| 1928 | Costante Girardengo (9/9)  | Jan Mertens                | André Leducq                  | Ernest Mottard                         | Gaetano Belloni (5/5)          |
| 1929 | Alfredo Binda (4/6)        | Jef Dervaes                | Charles Meunier               | Alfons Schepers (1/4)                  | Piero Fossati                  |
| 1930 | Michele Mara (1/2)         | Frans Bonduel              | Julien Vervaecke              | Hermann Buse                           | Michele Mara (2/2)             |
| 1931 | Alfredo Binda (5/6)        | Romain Gyssels (1/3)       | Gaston Rebry (1/4)            | Alfons Schepers (2/4)                  | Alfredo Binda (6/6)            |
| 1932 | Alfredo Bovet              | Romain Gyssels (2/3)       | Romain Gyssels (3/3)          | Marcel Houyoux                         | Antonio Negrini                |
| 1933 | Learco Guerra (1/2)        | Alfons Schepers (3/4)      | Sylvère Maes                  | François Gardier                       | Domenico Piemontesi            |
| 1934 | Jef Demuysere              | Gaston Rebry (2/4)         | Gaston Rebry (3/4)            | Theo Herckenrath                       | Learco Guerra (2/2)            |
| 1935 | Giuseppe Olmo (1/2)        | Louis Duerloo              | Gaston Rebry (4/4)            | Alfons Schepers (4/4)                  | Enrico Mollo                   |
| 1936 | Angelo Varetto             | Louis Hardiquest           | Georges Speicher              | Albert Beckaert                        | Gino Bartali (1/7)             |
| 1937 | Cesare Del Cancia          | Michel D'Hooghe            | Jules Rossi                   | Eloi Meulenberg                        | Aldo Bini (1/2)                |
| 1938 | Giuseppe Olmo (2/2)        | Edgard De Caluwé           | Lucien Storme                 | Alfons Deloor                          | Cino Cinelli (1/2)             |
| 1939 | Gino Bartali (2/7)         | Karel Kaers                | Émile Masson                  | Albert Ritserveldt                     | Gino Bartali (3/7)             |
| 1940 | Gino Bartali (4/7)         | Achiel Buysse (1/3)        | Geen wedstrijd                | Geen wedstrijd                         | Gino Bartali (5/7)             |
| 1941 | Pierino Favalli            | Achiel Buysse (2/3)        | Geen wedstrijd                | Geen wedstrijd                         | Mario Ricci (1/2)              |
| 1942 | Adolfo Leoni               | Briek Schotte (1/2)        | Geen wedstrijd                | Geen wedstrijd                         | Aldo Bini (2/2)                |
| 1943 | Cino Cinelli (2/2)         | Achiel Buysse (3/3)        | Marcel Kint                   | Richard Depoorter (1/2)                | Geen wedstrijd                 |
| 1944 | Geen wedstrijd             | Rik Van Steenbergen (1/5)  | Maurice Desimpelaere          | Geen wedstrijd                         | Geen wedstrijd                 |
| 1945 | Geen wedstrijd             | Sylvain Grysolle           | Paul Maye                     | Jean Engels                            | Mario Ricci (2/2)              |
| 1946 | Fausto Coppi (1/9)         | Rik Van Steenbergen (2/5)  | Georges Claes (1/2)           | Prosper Depredomme (1/2)               | Fausto Coppi (2/9)             |
| 1947 | Gino Bartali (6/7)         | Emiel Faignaert            | Georges Claes (2/2)           | Richard Depoorter (2/2)                | Fausto Coppi (3/9)             |
| 1948 | Fausto Coppi (4/9)         | Briek Schotte (2/2)        | Rik Van Steenbergen (3/5)     | Maurice Mollin                         | Fausto Coppi (5/9)             |
| 1949 | Fausto Coppi (6/9)         | Fiorenzo Magni (1/3)       | Serse Coppi André Mahé        | Camille Danguillaume                   | Fausto Coppi (7/9)             |
| 1950 | Gino Bartali (7/7)         | Fiorenzo Magni (2/3)       | Fausto Coppi (8/9)            | Prosper Depredomme (2/2)               | Renzo Soldani                  |
| 1951 | Louison Bobet (1/4)        | Fiorenzo Magni (3/3)       | Antonio Bevilacqua            | Ferdy Kübler (1/2)                     | Louison Bobet (2/4)            |
| 1952 | Loretto Petrucci (1/2)     | Roger Decock               | Rik Van Steenbergen (4/5)     | Ferdy Kübler (2/2)                     | Giuseppe Minardi               |
| 1953 | Loretto Petrucci (2/2)     | Wim van Est                | Germain Derijcke (1/4)        | Alois De Hertog                        | Bruno Landi                    |
| 1954 | Rik Van Steenbergen (5/5)  | Raymond Impanis (1/2)      | Raymond Impanis (2/2)         | Marcel Ernzer                          | Fausto Coppi (9/9)             |
| 1955 | Germain Derijcke (2/4)     | Louison Bobet (3/4)        | Jean Forestier (1/2)          | Stan Ockers                            | Cleto Maule                    |
| 1956 | Fred De Bruyne (1/6)       | Jean Forestier (2/2)       | Louison Bobet (4/4)           | Fred De Bruyne (2/6)                   | André Darrigade                |
| 1957 | Miguel Poblet (1/2)        | Fred De Bruyne (3/6)       | Fred De Bruyne (4/6)          | Germain Derijcke (3/4) Frans Schoubben | Diego Ronchini                 |
| 1958 | Rik van Looy (1/8)         | Germain Derijcke (4/4)     | Leon Vandaele                 | Fred De Bruyne (5/6)                   | Nino Defilippis                |
| 1959 | Miguel Poblet (2/2)        | Rik van Looy (2/8)         | Noël Foré (1/2)               | Fred De Bruyne (6/6)                   | Rik van Looy (3/8)             |
| 1960 | René Privat                | Arthur De Cabooter         | Pino Cerami                   | Ab Geldermans                          | Emile Daems (1/3)              |
| 1961 | Raymond Poulidor           | Tom Simpson (1/3)          | Rik van Looy (4/8)            | Rik van Looy (5/8)                     | Vito Taccone                   |
| 1962 | Emile Daems (2/3)          | Rik van Looy (6/8)         | Rik van Looy (7/8)            | Jef Planckaert                         | Jo de Roo (1/3)                |
| 1963 | Joseph Groussard           | Noël Foré (2/2)            | Emile Daems (3/3)             | Frans Melckenbeeck                     | Jo de Roo (2/3)                |
| 1964 | Tom Simpson (2/3)          | Rudi Altig (1/2)           | Peter Post                    | Willy Bocklant                         | Gianni Motta                   |
| 1965 | Arie den Hartog            | Jo de Roo (3/3)            | Rik van Looy (8/8)            | Carmine Preziosi                       | Tom Simpson (3/3)              |
| 1966 | Eddy Merckx (1/19)         | Edward Sels                | Felice Gimondi (1/4)          | Jacques Anquetil                       | Felice Gimondi (2/4)           |
| 1967 | Eddy Merckx (2/19)         | Dino Zandegu               | Jan Janssen                   | Walter Godefroot (1/4)                 | Franco Bitossi (1/2)           |
| 1968 | Rudi Altig (2/2)           | Walter Godefroot (2/4)     | Eddy Merckx (3/19)            | Valère Van Sweevelt                    | Herman Vanspringel             |
| 1969 | Eddy Merckx (4/19)         | Eddy Merckx (5/19)         | Walter Godefroot (3/4)        | Eddy Merckx (6/19)                     | Jean-Pierre Monseré            |
| 1970 | Michele Dancelli           | Eric Leman (1/3)           | Eddy Merckx (7/19)            | Roger De Vlaeminck (1/11)              | Franco Bitossi (2/2)           |
| 1971 | Eddy Merckx (8/19)         | Evert Dolman               | Roger Rosiers                 | Eddy Merckx (9/19)                     | Eddy Merckx (10/19)            |
| 1972 | Eddy Merckx (11/19)        | Eric Leman (2/3)           | Roger De Vlaeminck (2/11)     | Eddy Merckx (12/19)                    | Eddy Merckx (13/19)            |
| 1973 | Roger De Vlaeminck (3/11)  | Eric Leman (3/3)           | Eddy Merckx (14/19)           | Eddy Merckx (15/19)                    | Felice Gimondi (3/4)           |
| 1974 | Felice Gimondi (4/4)       | Cees Bal                   | Roger De Vlaeminck (4/11)     | Georges Pintens                        | Roger De Vlaeminck (5/11)      |
| 1975 | Eddy Merckx (16/19)        | Eddy Merckx (17/19)        | Roger De Vlaeminck (6/11)     | Eddy Merckx (18/19)                    | Francesco Moser (1/6)          |
| 1976 | Eddy Merckx (19/19)        | Walter Planckaert          | Marc Demeyer                  | Joseph Bruyère (1/2)                   | Roger De Vlaeminck (7/11)      |
| 1977 | Jan Raas (1/4)             | Roger De Vlaeminck (8/11)  | Roger De Vlaeminck (9/11)     | Bernard Hinault (1/5)                  | Gianbattista Baronchelli (1/2) |
| 1978 | Roger De Vlaeminck (10/11) | Walter Godefroot (4/4)     | Francesco Moser (2/6)         | Joseph Bruyère (2/2)                   | Francesco Moser (3/6)          |
| 1979 | Roger De Vlaeminck (11/11) | Jan Raas (2/4)             | Francesco Moser (4/6)         | Dietrich Thurau                        | Bernard Hinault (2/5)          |
| 1980 | Pierino Gavazzi            | Michel Pollentier          | Francesco Moser (5/6)         | Bernard Hinault (3/5)                  | Fons De Wolf (1/2)             |
| 1981 | Fons De Wolf (2/2)         | Hennie Kuiper (1/4)        | Bernard Hinault (4/5)         | Josef Fuchs                            | Hennie Kuiper (2/4)            |
| 1982 | Marc Gomez                 | René Martens               | Jan Raas (3/4)                | Silvano Contini                        | Giuseppe Saronni (1/2)         |
| 1983 | Giuseppe Saronni (2/2)     | Jan Raas (4/4)             | Hennie Kuiper (3/4)           | Steven Rooks                           | Sean Kelly (1/9)               |
| 1984 | Francesco Moser (6/6)      | Johan Lammerts             | Sean Kelly (2/9)              | Sean Kelly (3/9)                       | Bernard Hinault (5/5)          |
| 1985 | Hennie Kuiper (4/4)        | Eric Vanderaerden (1/2)    | Marc Madiot (1/2)             | Moreno Argentin (1/6)                  | Sean Kelly (4/9)               |
| 1986 | Sean Kelly (5/9)           | Adrie van der Poel (1/2)   | Sean Kelly (6/9)              | Moreno Argentin (2/6)                  | Gianbattista Baronchelli (2/2) |
| 1987 | Erich Mächler              | Claude Criquielion         | Eric Vanderaerden (2/2)       | Moreno Argentin (3/6)                  | Moreno Argentin (4/6)          |
| 1988 | Laurent Fignon (1/2)       | Eddy Planckaert (1/2)      | Dirk Demol                    | Adrie van der Poel (2/2)               | Charly Mottet                  |
| 1989 | Laurent Fignon (2/2)       | Edwig van Hooydonck (1/2)  | Jean-Marie Wampers            | Sean Kelly (7/9)                       | Tony Rominger (1/2)            |
| 1990 | Gianni Bugno (1/2)         | Moreno Argentin (5/6)      | Eddy Planckaert (2/2)         | Eric Van Lancker                       | Gilles Delion                  |
| 1991 | Claudio Chiappucci         | Edwig Van Hooydonck (2/2)  | Marc Madiot (2/2)             | Moreno Argentin (6/6)                  | Sean Kelly (8/9)               |
| 1992 | Sean Kelly (9/9)           | Jacky Durand               | Gilbert Duclos-Lassalle (1/2) | Dirk De Wolf                           | Tony Rominger (2/2)            |
| 1993 | Maurizio Fondriest         | Johan Museeuw (1/6)        | Gilbert Duclos-Lassalle (2/2) | Rolf Sørensen (1/2)                    | Pascal Richard (1/2)           |
| 1994 | Giorgio Furlan             | Gianni Bugno (2/2)         | Andrei Tchmil (1/3)           | Evgeni Berzin                          | Vladislav Bobrik               |
| 1995 | Laurent Jalabert (1/2)     | Johan Museeuw (2/6)        | Franco Ballerini (1/2)        | Mauro Gianetti                         | Gianni Faresin                 |
| 1996 | Gabriele Colombo           | Michele Bartoli (1/5)      | Johan Museeuw (3/6)           | Pascal Richard (2/2)                   | Andrea Tafi (1/3)              |
| 1997 | Erik Zabel (1/4)           | Rolf Sørensen (2/2)        | Frédéric Guesdon              | Michele Bartoli (2/5)                  | Laurent Jalabert (2/2)         |
| 1998 | Erik Zabel (2/4)           | Johan Museeuw (4/6)        | Franco Ballerini (2/2)        | Michele Bartoli (3/5)                  | Oscar Camenzind (1/2)          |
| 1999 | Andrei Tchmil (2/3)        | Peter Van Petegem (1/3)    | Andrea Tafi (2/3)             | Frank Vandenbroucke                    | Mirko Celestino                |
| 2000 | Erik Zabel (3/4)           | Andrei Tchmil (3/3)        | Johan Museeuw (5/6)           | Paolo Bettini (1/5)                    | Raimondas Rumšas               |
| 2001 | Erik Zabel (4/4)           | Gianluca Bortolami         | Servais Knaven                | Oscar Camenzind (2/2)                  | Danilo Di Luca (1/2)           |
| 2002 | Mario Cipollini            | Andrea Tafi (3/3)          | Johan Museeuw (6/6)           | Paolo Bettini (2/5)                    | Michele Bartoli (4/5)          |
| 2003 | Paolo Bettini (3/5)        | Peter Van Petegem (2/3)    | Peter Van Petegem (3/3)       | Tyler Hamilton                         | Michele Bartoli (5/5)          |
| 2004 | Óscar Freire (1/3)         | Steffen Wesemann           | Magnus Bäckstedt              | Davide Rebellin                        | Damiano Cunego (1/3)           |
| 2005 | Alessandro Petacchi        | Tom Boonen (1/7)           | Tom Boonen (2/7)              | Alexander Vinokourov (1/2)             | Paolo Bettini (4/5)            |
| 2006 | Filippo Pozzato            | Tom Boonen (3/7)           | Fabian Cancellara (1/7)       | Alejandro Valverde (1/4)               | Paolo Bettini (5/5)            |
| 2007 | Óscar Freire (2/3)         | Alessandro Ballan          | Stuart O'Grady                | Danilo Di Luca (2/2)                   | Damiano Cunego (2/3)           |
| 2008 | Fabian Cancellara (2/7)    | Stijn Devolder (1/2)       | Tom Boonen (4/7)              | Alejandro Valverde (2/4)               | Damiano Cunego (3/3)           |
| 2009 | Mark Cavendish             | Stijn Devolder (2/2)       | Tom Boonen (5/7)              | Andy Schleck                           | Philippe Gilbert (1/5)         |
| 2010 | Óscar Freire (3/3)         | Fabian Cancellara (3/7)    | Fabian Cancellara (4/7)       | Alexander Vinokourov (2/2)             | Philippe Gilbert (2/5)         |
| 2011 | Matthew Goss               | Nick Nuyens                | Johan Vansummeren             | Philippe Gilbert (3/5)                 | Oliver Zaugg                   |
| 2012 | Simon Gerrans (1/2)        | Tom Boonen (6/7)           | Tom Boonen (7/7)              | Maxim Iglinsky                         | Joaquim Rodríguez (1/2)        |
| 2013 | Gerald Ciolek              | Fabian Cancellara (5/7)    | Fabian Cancellara (6/7)       | Dan Martin (1/2)                       | Joaquim Rodríguez (2/2)        |
| 2014 | Alexander Kristoff (1/2)   | Fabian Cancellara (7/7)    | Niki Terpstra (1/2)           | Simon Gerrans (2/2)                    | Dan Martin (2/2)               |
| 2015 | John Degenkolb (1/2)       | Alexander Kristoff (2/2)   | John Degenkolb (2/2)          | Alejandro Valverde (3/4)               | Vincenzo Nibali (1/3)          |
| 2016 | Arnaud Démare              | Peter Sagan (1/2)          | Mathew Hayman                 | Wout Poels                             | Esteban Chaves                 |
| 2017 | Michał Kwiatkowski         | Philippe Gilbert (4/5)     | Greg Van Avermaet             | Alejandro Valverde (4/4)               | Vincenzo Nibali (2/3)          |
| 2018 | Vincenzo Nibali (3/3)      | Niki Terpstra (2/2)        | Peter Sagan (2/2)             | Bob Jungels                            | Thibaut Pinot                  |
| 2019 | Julian Alaphilippe         | Alberto Bettiol            | Philippe Gilbert (5/5)        | Jakob Fuglsang (1/2)                   | Bauke Mollema                  |
| 2020 | Wout van Aert              | Mathieu van der Poel (1/8) | Geen wedstrijd                | Primož Roglič                          | Jakob Fuglsang (2/2)           |
| 2021 | Jasper Stuyven             | Kasper Asgreen             | Sonny Colbrelli               | Tadej Pogačar (1/9)                    | Tadej Pogačar (2/9)            |
| 2022 | Matej Mohorič              | Mathieu van der Poel (2/8) | Dylan van Baarle              | Remco Evenepoel (1/2)                  | Tadej Pogačar (3/9)            |
| 2023 | Mathieu van der Poel (3/8) | Tadej Pogačar (4/9)        | Mathieu van der Poel (4/8)    | Remco Evenepoel (2/2)                  | Tadej Pogačar (5/9)            |
| 2024 | Jasper Philipsen           | Mathieu van der Poel (5/8) | Mathieu van der Poel (6/8)    | Tadej Pogačar (6/9)                    | Tadej Pogačar (7/9)            |
| 2025 | Mathieu van der Poel (7/8) | Tadej Pogačar (8/9)        | Mathieu van der Poel (8/8)    | Tadej Pogačar (9/9)                    |                                |

##### Overwinningen per land
| Land                | MSR | RVV | PR | LBL | RVL | Totaal |
| ------------------- | --- | --- | -- | --- | --- | ------ |
| België              | 23  | 69  | 57 | 61  | 12  | 222    |
| Italië              | 51  | 11  | 14 | 12  | 69  | 157    |
| Frankrijk           | 14  | 3   | 28 | 5   | 11  | 61     |
| Nederland           | 5   | 13  | 10 | 4   | 4   | 36     |
| Zwitserland         | 2   | 4   | 4  | 6   | 5   | 21     |
| Duitsland           | 7   | 2   | 2  | 2   | 0   | 13     |
| Ierland             | 2   | 0   | 2  | 3   | 4   | 11     |
| Slovenië            | 1   | 2   | 0  | 4   | 4   | 11     |
| Spanje              | 5   | 0   | 0  | 4   | 2   | 11     |
| Australië           | 2   | 0   | 2  | 1   | 0   | 5      |
| Denemarken          | 0   | 2   | 0  | 2   | 1   | 5      |
| Luxemburg           | 0   | 0   | 1  | 3   | 1   | 5      |
| Verenigd Koninkrijk | 2   | 1   | 0  | 0   | 1   | 4      |
| Kazachstan          | 0   | 0   | 0  | 3   | 0   | 3      |
| Noorwegen           | 1   | 1   | 0  | 0   | 0   | 2      |
| Rusland             | 0   | 0   | 0  | 1   | 1   | 2      |
| Slowakije           | 0   | 1   | 1  | 0   | 0   | 2      |
| Polen               | 1   | 0   | 0  | 0   | 0   | 1      |
| Zweden              | 0   | 0   | 1  | 0   | 0   | 1      |
| Moldavië            | 0   | 0   | 1  | 0   | 0   | 1      |
| Verenigde Staten    | 0   | 0   | 0  | 1   | 0   | 1      |
| Litouwen            | 0   | 0   | 0  | 0   | 1   | 1      |
| Colombia            | 0   | 0   | 0  | 0   | 1   | 1      |

### Vrouwen

#### Records
Bij de vrouwen is de geschiedenis van de monumenten beduidend korter dan bij de mannen. Pas in 1999 kregen de vrouwen voor het eerst de kans met de Primavera Rosa de vrouwelijke tegenhanger van Milaan-San Remo. Deze wedstrijd hield in 2005 weer op te bestaan en werd in 2025 weer nieuw leven in geblazen. In 2004 mochten de vrouwen voor het eerst opstappen in Vlaanderen. Luik was pas in 2017 en Roubaix in 2021.
| Renner                     | Land                | MSR | RVV | PR | LBL | Totaal |
| -------------------------- | ------------------- | --- | --- | -- | --- | ------ |
| Annemiek van Vleuten       | Nederland           | -   | 2   | 0  | 2   | 4      |
| Lotte Kopecky              | België              | 0   | 3   | 1  | 0   | 4      |
| Zoelfia Zabirova           | Rusland             | 2   | 1   | -  | -   | 3      |
| Mirjam Melchers-Van Poppel | Nederland           | 1   | 2   | -  | -   | 3      |
| Anna van der Breggen       | Nederland           | 0   | 1   | 0  | 2   | 3      |
| Elizabeth Deignan          | Verenigd Koninkrijk | 0   | 1   | 1  | 1   | 3      |
| Elisa Longo Borghini       | Italië              | 0   | 2   | 1  | 0   | 3      |
| Judith Arndt               | Duitsland           | 0   | 2   | 0  | 0   | 2      |
| Demi Vollering             | Nederland           | 0   | 0   | 0  | 2   | 2      |

Vermeld zijn rensters die minimaal twee keer een Monument gewonnen hebben. (MSR = Milaan-San Remo, RVV = Ronde van Vlaanderen, PR = Parijs-Roubaix, LBL = Luik-Bastenaken-Luik). De rensters in cursief zijn nog actief.

#### Meeste overwinningen in één jaar
Er zijn twee vrouwen die twee monumenten wonnen in één jaar. 
- 2004 Zoelfia Zabirova: Milaan-San Remo en Ronde van Vlaanderen.
- 2017: Anna van der Breggen: Ronde van Vlaanderen en Luik-Bastenaken-Luik

#### Winnaressen
| Jaar | Milaan San-Remo        | Ronde van Vlaanderen             | Parijs-Roubaix             | Luik-Bastenaken-Luik       | Ronde van Lombardije |
| ---- | ---------------------- | -------------------------------- | -------------------------- | -------------------------- | -------------------- |
| 1999 | Sara Felloni           | Geen wedstrijd                   | Geen wedstrijd             | Geen wedstrijd             | Geen wedstrijd       |
| 2000 | Diana Žiliūtė          | Geen wedstrijd                   | Geen wedstrijd             | Geen wedstrijd             | Geen wedstrijd       |
| 2001 | Susanne Ljungskog      | Geen wedstrijd                   | Geen wedstrijd             | Geen wedstrijd             | Geen wedstrijd       |
| 2002 | Mirjam Melchers (1/3)  | Geen wedstrijd                   | Geen wedstrijd             | Geen wedstrijd             | Geen wedstrijd       |
| 2003 | Zoelfia Zabirova (1/3) | Geen wedstrijd                   | Geen wedstrijd             | Geen wedstrijd             | Geen wedstrijd       |
| 2004 | Zoelfia Zabirova (2/3) | Zoelfia Zabirova (3/3)           | Geen wedstrijd             | Geen wedstrijd             | Geen wedstrijd       |
| 2005 | Trixi Worrack          | Mirjam Melchers-Van Poppel (2/3) | Geen wedstrijd             | Geen wedstrijd             | Geen wedstrijd       |
| 2006 | Geen wedstrijd         | Mirjam Melchers-Van Poppel (3/3) | Geen wedstrijd             | Geen wedstrijd             | Geen wedstrijd       |
| 2007 | Geen wedstrijd         | Nicole Cooke                     | Geen wedstrijd             | Geen wedstrijd             | Geen wedstrijd       |
| 2008 | Geen wedstrijd         | Judith Arndt (1/2)               | Geen wedstrijd             | Geen wedstrijd             | Geen wedstrijd       |
| 2009 | Geen wedstrijd         | Ina-Yoko Teutenberg              | Geen wedstrijd             | Geen wedstrijd             | Geen wedstrijd       |
| 2010 | Geen wedstrijd         | Grace Verbeke                    | Geen wedstrijd             | Geen wedstrijd             | Geen wedstrijd       |
| 2011 | Geen wedstrijd         | Annemiek van Vleuten (1/4)       | Geen wedstrijd             | Geen wedstrijd             | Geen wedstrijd       |
| 2012 | Geen wedstrijd         | Judith Arndt (2/2)               | Geen wedstrijd             | Geen wedstrijd             | Geen wedstrijd       |
| 2013 | Geen wedstrijd         | Marianne Vos                     | Geen wedstrijd             | Geen wedstrijd             | Geen wedstrijd       |
| 2014 | Geen wedstrijd         | Ellen van Dijk                   | Geen wedstrijd             | Geen wedstrijd             | Geen wedstrijd       |
| 2015 | Geen wedstrijd         | Elisa Longo Borghini (1/3)       | Geen wedstrijd             | Geen wedstrijd             | Geen wedstrijd       |
| 2016 | Geen wedstrijd         | Elizabeth Armitstead (1/3)       | Geen wedstrijd             | Geen wedstrijd             | Geen wedstrijd       |
| 2017 | Geen wedstrijd         | Coryn Rivera                     | Geen wedstrijd             | Anna van der Breggen (1/3) | Geen wedstrijd       |
| 2018 | Geen wedstrijd         | Anna van der Breggen (2/3)       | Geen wedstrijd             | Anna van der Breggen (3/3) | Geen wedstrijd       |
| 2019 | Geen wedstrijd         | Marta Bastianelli                | Geen wedstrijd             | Annemiek van Vleuten (2/4) | Geen wedstrijd       |
| 2020 | Geen wedstrijd         | Chantal Blaak                    | afgelast                   | Elizabeth Deignan (2/3)    | Geen wedstrijd       |
| 2021 | Geen wedstrijd         | Annemiek van Vleuten (3/4)       | Elizabeth Deignan (3/3)    | Demi Vollering (1/2)       | Geen wedstrijd       |
| 2022 | Geen wedstrijd         | Lotte Kopecky (1/4)              | Elisa Longo Borghini (2/3) | Annemiek van Vleuten (4/4) | Geen wedstrijd       |
| 2023 | Geen wedstrijd         | Lotte Kopecky (2/4)              | Alison Jackson             | Demi Vollering (2/2)       | Geen wedstrijd       |
| 2024 | Geen wedstrijd         | Elisa Longo Borghini (3/3)       | Lotte Kopecky (3/4)        | Grace Brown                | Geen wedstrijd       |
| 2025 | Lorena Wiebes          | Lotte Kopecky (4/4)              | Pauline Ferrand-Prévot     | Kimberley Le Court         | Geen wedstrijd       |

##### Overwinningen per land
| Land                | MSR | RVV | PR | LBL | Totaal |
| ------------------- | --- | --- | -- | --- | ------ |
| Nederland           | 2   | 8   | 0  | 6   | 16     |
| België              | 0   | 4   | 1  | 0   | 5      |
| Italië              | 1   | 3   | 1  | 0   | 5      |
| Duitsland           | 1   | 3   | 0  | 0   | 4      |
| Verenigd Koninkrijk | 0   | 2   | 1  | 1   | 4      |
| Rusland             | 2   | 1   | 0  | 0   | 3      |
| Australië           | 0   | 0   | 0  | 1   | 1      |
| Canada              | 0   | 0   | 1  | 0   | 1      |
| Frankrijk           | 0   | 0   | 1  | 0   | 1      |
| Litouwen            | 1   | 0   | 0  | 0   | 1      |
| Mauritius           | 0   | 0   | 0  | 1   | 1      |
| Zweden              | 1   | 0   | 0  | 0   | 1      |
| Verenigde Staten    | 0   | 1   | 0  | 0   | 1      |